# Steven Spielberg
Steven Allan Spielberg (Cincinnati, Ohio; 18 de diciembre de 1946) es un director, guionista y productor de cine estadounidense. Se le considera uno de los pioneros de la era del Nuevo Hollywood y es también uno de los directores más reconocidos y populares de la industria cinematográfica mundial.
En sus películas, ha tratado temas y géneros muy diversos. Sus primeros filmes de ciencia ficción y aventuras, como Tiburón (1975), Close Encounters of the Third Kind (1977), la franquicia de Indiana Jones y E.T., el extraterrestre (1982), son considerados arquetipos del cine de evasión del Hollywood moderno. En años posteriores comenzó a abordar temas humanistas como el Holocausto, el comercio atlántico de esclavos, los derechos civiles y políticos, la guerra y el terrorismo en películas como El color púrpura (1985), El imperio del sol (1987), La lista de Schindler (1993), Amistad (1997), Saving Private Ryan (1998), Múnich (2005), War Horse (2011), Lincoln (2012) o El puente de los espías (2015).
Candidato siete veces al Oscar en la categoría de mejor director, lo obtuvo en dos ocasiones, con La lista de Schindler y Saving Private Ryan. Tres de sus películas (Tiburón, E.T., el extraterrestre y Parque Jurásico) lograron ser las películas de mayor recaudación en su momento y se convirtieron en verdaderos fenómenos de masas. Ha sido también condecorado con la Orden del Imperio Británico y la Medalla Nacional de Humanidades. Aficionado al cómic, tiene una gran colección.
Se lo conoce como «El Rey Midas de Hollywood». Según la revista Forbes, su patrimonio asciende a 3700 millones de dólares estadounidenses. Las ganancias de sus películas en todo el mundo, sin ajustar precios a la inflación, superan los diez mil millones de dólares, lo que lo convierte en el director de cine con mayor recaudación de la historia. De su larga asociación con el compositor John Williams han surgido algunas de las bandas sonoras más icónicas de la historia del cine.

## Primeros años
Nació en Cincinnati (Ohio) en una familia judía asquenazí. Su madre, Leah Adler, era pianista y restauradora y su padre, Arnold Spielberg, un ingeniero eléctrico que participó en el desarrollo de las computadoras. Pasó su infancia con su madre en Haddon Heights (Nueva Jersey) y Scottsdale (Arizona). Durante su adolescencia, realizaba películas de 8 mm con sus amigos. El primer corto, rodado en el restaurante Pinnacle Peak Patio, en Scottsdale, incluía la escenificación de los restos de un accidente de tren preparado con su maqueta Lionel, LLC.
En 1958, se convirtió en scout y, para obtener la insignia del mérito, realizó un corto de 8 mm de nueve minutos, Duel. Spielberg recordó el hecho años más tarde en una entrevista: "Pedí al jefe de exploradores si podía contar una historia con la cámara de cine de mi padre. Dijo que sí, y yo tenía la idea de realizar un western. Lo hice y obtuve mi insignia de mérito. Así fue como empezó todo". A los trece años, ganó un premio por una película de guerra de cuarenta minutos llamada Escape to Nowhere (Escape a ninguna parte), que se basaba en una batalla en el este de África. En 1964, escribió y dirigió su primera película independiente, una aventura de ciencia ficción de 130 minutos llamada Firelight (que más tarde inspiraría a Close Encounters of the Third Kind). La película, que contó con un presupuesto de 500 dólares, se proyectó en el cine local y logró recolectar 501 dólares, lo que generó una ganancia de un dólar. También hizo varias películas sobre la Segunda Guerra Mundial, inspiradas en las historias de guerra contadas por su padre.
Después del divorcio de sus padres, se trasladó con su padre a Saratoga (California), mientras que sus tres hermanas y su madre permanecieron en Arizona. Asistió tres años a la Escuela Secundaria Arcadia en Phoenix y se graduó en la Saratoga High School en 1965. En esta época alcanzó el rango de Eagle Scout.
Asistía a la sinagoga cuando era un niño en Haddon Heights y también, entre 1953 y 1957, concurrió a la escuela hebrea, donde daba clases el rabino Albert L. Lewis. De niño le fue difícil aceptar la religión de su familia. "No es algo que me gusta admitir", dijo en una ocasión, "pero cuando yo tenía 7 u 8 años, Dios me perdone, me daba vergüenza contar que eramos judíos ortodoxos. Yo estaba avergonzado por las prácticas judías de mis padres. Nunca estuve realmente avergonzado de ser judío, pero me sentía incómodo a veces. Mi abuelo siempre llevaba un largo abrigo negro, sombrero negro y larga barba blanca. Me daba vergüenza invitar a mis amigos a casa, porque él podía estar en una esquina orando y yo no sabía cómo explicarle esto a mis amigos". También ha contado que sufrió ataques antisemitas durante sus primeros años: "En la escuela secundaria, me golpearon y me dejaron la nariz ensangrentada, fue horrible...".
Después de mudarse a California, se presentó en la Escuela de Teatro, Cine y Televisión de la University of Southern California en tres ocasiones, pero no ingresó. Posteriormente estudió en la California State University, Long Beach, donde fue miembro de la fraternidad Theta Chi. En 1994, la CSU le otorgó un doctorado honoris causa y en 1996 se convirtió en miembro del consejo de la universidad. Ingresó en Universal Studios como pasante no remunerado, empleado siete días a la semana como colaborador del departamento de edición. Hizo su primer cortometraje con la película Amblin' (1968), de 26 minutos de duración, cuyo título utilizó después para dar nombre a su productora, Amblin Entertainment.

## Carrera como director

### Década de 1970
Tras ser contratado por la división televisiva de la productora Universal (que según la leyenda, ocurrió tras ser sorprendido una noche mientras rondaba por los decorados de los estudios), empezó a dirigir episodios de series como Marcus Welby, M.D. (1969-1976) y Columbo (1971-2003), pero el inesperado éxito de la versión para el cine de su telefilme Duel (El diablo sobre ruedas, 1971) lo llevó a estrenar en 1974 su primer largometraje, The Sugarland Express (Loca evasión). Si bien no fue dado a conocer hasta su posterior exitosa carrera, la película tuvo éxito de crítica (tiene un 92 % en Rotten Tomatoes) y de taquilla. La Universal depositó en él la confianza suficiente como para rodar Jaws (Tiburón, 1975), película de gran presupuesto y rodaje extremadamente accidentado que se convirtió en uno de los títulos más taquilleros de la historia e instauró el modelo moderno de superproducción, con elevados costes de mercadotecnia y efectos especiales. Más tarde, en 1977, George Lucas contribuyó a consolidar las bases del nuevo "cine comercial" con su ópera espacial Star Wars. Desde entonces, Spielberg y Lucas mantienen una gran amistad.
Spielberg rechazó dirigir Tiburón 2, King Kong y Superman: la película, para desarrollar una historia que había escrito en su adolescencia. Así, en 1977, estrenó Close Encounters of the Third Kind, que fue un gran éxito y lo consolidó como el nuevo «rey Midas» del cine de Hollywood. En 1979 se estrenó 1941, un intento por incursionar en la comedia que fue un fracaso. Según   Lucas: "La dirección de Steve fue brillante; la idea, terrible".

### Década de 1980

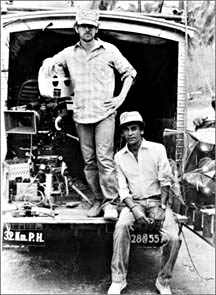
Spielberg y Chandran Rutnam en Sri Lanka durante el rodaje de Indiana Jones and the Temple of Doom

Como amantes de las viejas películas de aventura de los años 20 y 30 de Hollywood, Lucas le propuso a Spielberg escribir una historia centrada en un aventurero arqueólogo. El director aceptó y eligió como protagonista a Harrison Ford, a quien había visto como Han Solo en El Imperio contraataca. Lucas se negó en un principio, pero finalmente el actor consiguió el papel de Dr. Indiana Jones. Raiders of the Lost Ark (1981) se convirtió en uno de los mayores éxitos de la década y revitalizó el género de aventuras.
Mientras rodaba esa película, Spielberg decidió retomar el tema que más le interesaba: el espacio y sus habitantes. Por eso, tras finalizarla, se abocó a E.T., el extraterrestre, que se convirtió en la película más taquillera de todos los tiempos, tras superar a Star Wars, hasta que en 1993 la desplazó Jurassic Park, también dirigida por Spielberg, quien se convirtió en uno de los más importantes cineastas de su época e incluso de la historia del cine. El director de Gandhi (1982), Richard Attenborough, declaró: «Yo estaba seguro de que no únicamente E.T. podría ganar, sino de que ganaría. Fue inventiva, poderosa y maravillosa. Yo hago películas más mundanas». En 1984, Spielberg dirigió la precuela de Indiana Jones, Indiana Jones and the Temple of Doom. A partir de entonces, alternó su trabajo de productor con el de director, con mayor éxito en la primera (Gremlins de 1984 y Back to the Future de 1985) que en la segunda. Si bien sus siguientes películas no fueron fracasos, El color púrpura (1985), Empire of the Sun (1987) y Always (1989) se alejaron bastante de sus proyectos anteriores.
Tras tres películas sin mucho éxito de crítica y taquilla, en 1989 volvió con la tercera parte de Indiana Jones, Indiana Jones y la última cruzada, que fue un éxito, con la incorporación de Sean Connery como el padre del arqueólogo.

### Década de 1990

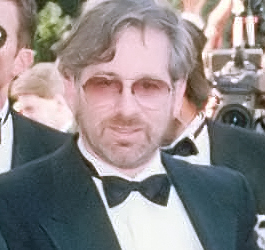
Spielberg en 1990

En 1991, decidió abordar los clásicos de Disney que había visto en su niñez y eligió la historia de Peter Pan. Aunque no pudo realizar su versión de la historia original con actores, sí consiguió estrenar su propia versión, que sería una continuación de la historia conocida. Michael Jackson iba a ser Peter Pan originalmente, pero por diversos inconvenientes el papel recayó en Robin Williams. Hook fue un éxito, aunque no gozó de la popularidad que tuvieron otras de sus películas.

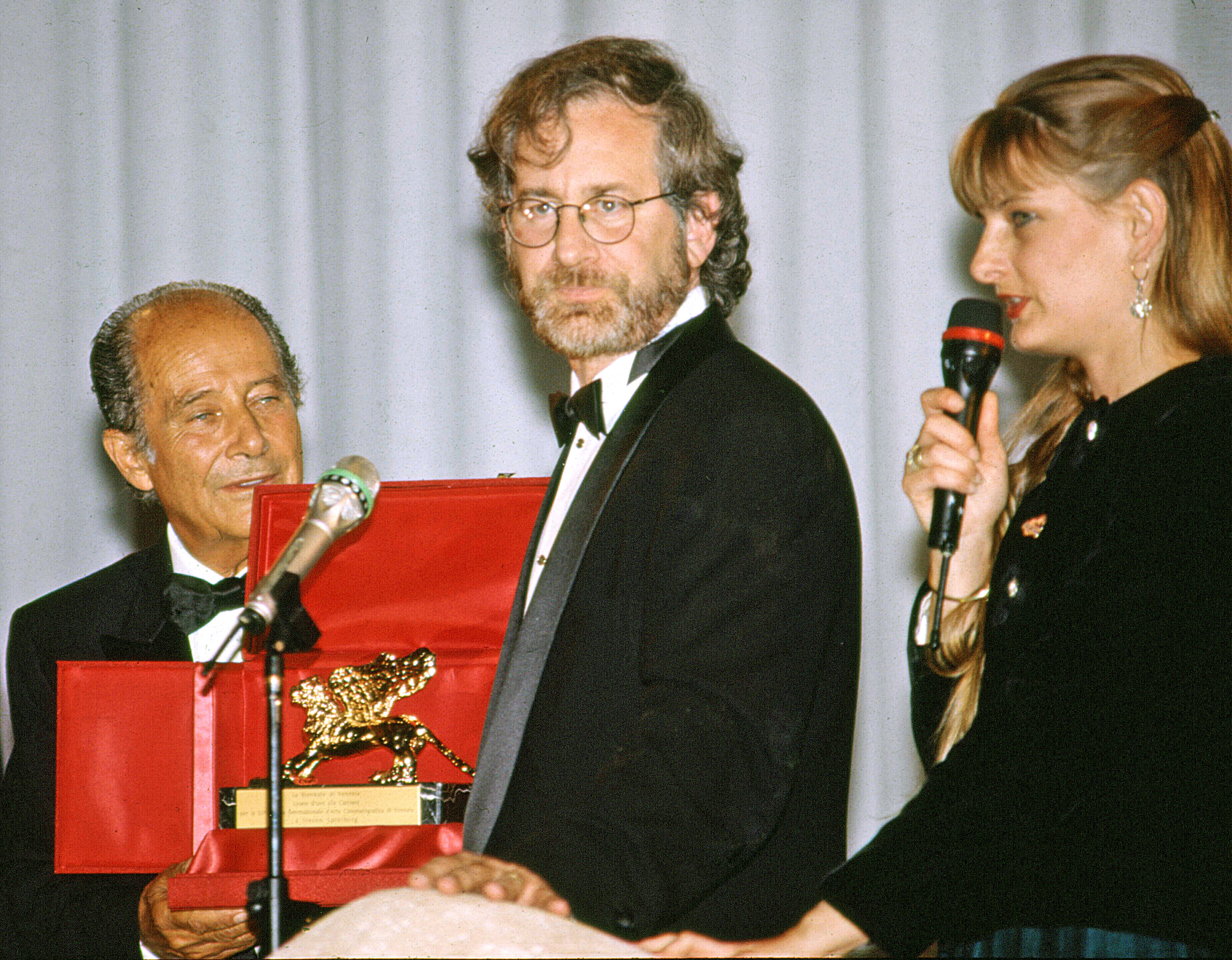
Spielberg en 1993

En 1993, Spielberg estrenando a veces dos películas al mismo tiempo (tendencia que inició en 1989 y repetiría en 1997, 2002, 2005 y 2011). La primera fue Jurassic Park, que revolucionó los efectos especiales en los años 1990. También de 1993 es La lista de Schindler por la que recibió un Oscar a Mejor Director y otro a Mejor Película.
En 1997 estrenó Amistad y The Lost World: Jurassic Park, secuela de la entrega de 1993, y que sería la última de la franquicia con él como director aunque no como productor. Al año siguiente retomó la temática de la Segunda Guerra Mundial con Saving Private Ryan, por la que recibió su segundo Óscar a mejor director.

### Década de 2000
En 2001, estrenó A.I. Inteligencia artificial, cuestionada por la crítica y con poco éxito de taquilla, pese a ser una obra homenaje a Stanley Kubrick. Al año siguiente, dirigió Catch Me If You Can, con Leonardo DiCaprio y Tom Hanks y Minority Report. En 2004, trabajó nuevamente con Hanks en The Terminal.
Múnich (2005), que narra el atentado terrorista palestino en los Juegos Olímpicos de Múnich 1972 (conocido como Masacre de Múnich), fue mal recibida por la audiencia y la crítica y cuestionada tanto por judíos, que la pusieron en su lista negra, como por propalestinos. Spielberg se defendió diciendo: "Si fuera necesario, estaría dispuesto a morir, tanto por Estados Unidos como por Israel". Ese mismo año se estrenó La guerra de los mundos, que para muchos sigue la versión de Orson Welles, pero que para los defensores de la versión original, es inferior. Lucas lo convenció para volver con la cuarta entrega de Indiana Jones. Bastante cuestionada antes de su estreno, Indiana Jones y el reino de la calavera de cristal (2008) no recibió tan malas críticas. Roger Ebert la calificó con 3.5 estrellas de un total de 4 y escribió "Puedo decir que si te gustaron las otras películas de Indiana Jones, seguramente ésta te gustará también. Si no te gustaron, entonces no nos estamos entendiendo". James Berardinelli le dio dos estrellas de cuatro y mencionó "la maldición más prudente ha dejado a los aficionados con sus memorias únicamente".

### Década de 2010

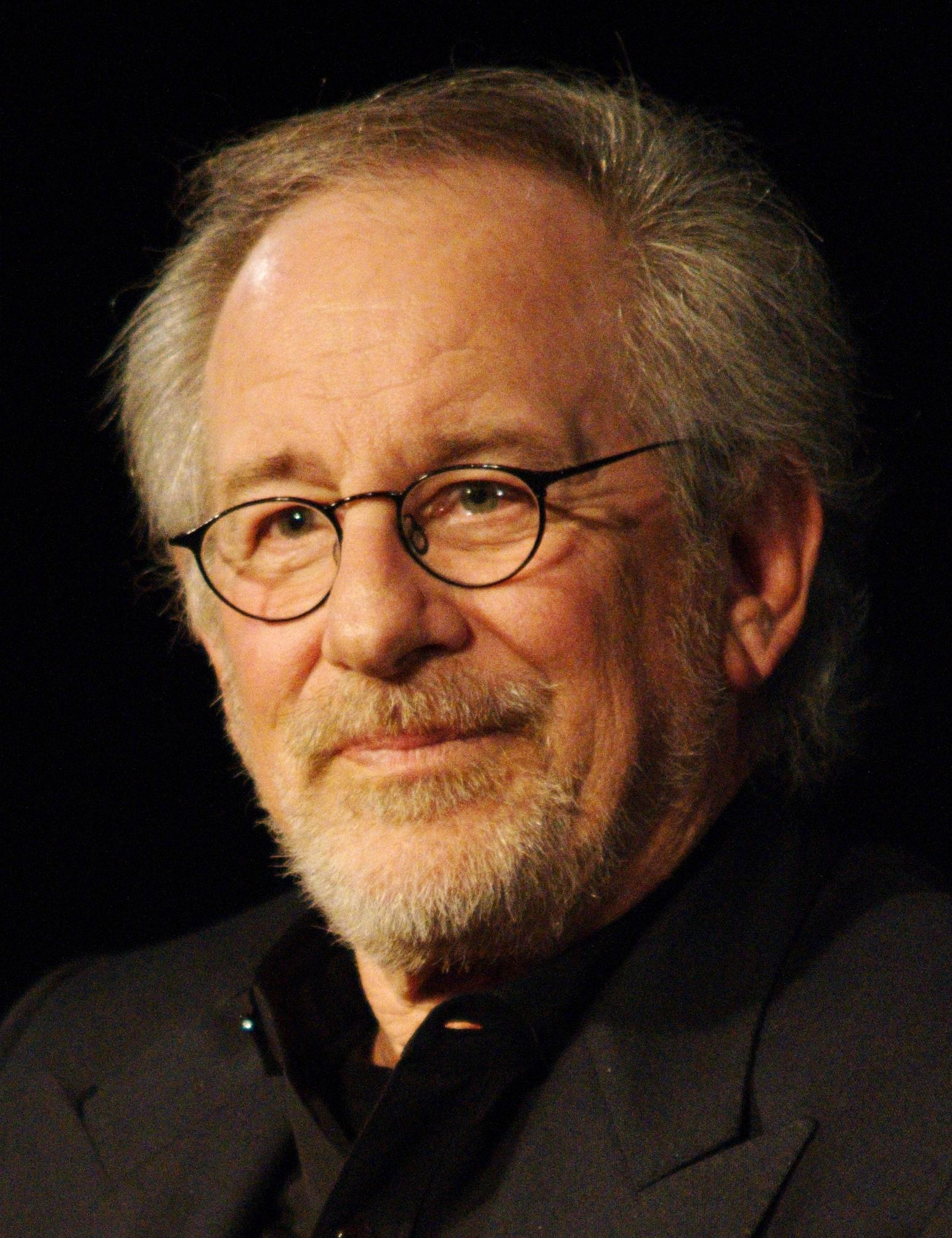
Spielberg en 2012

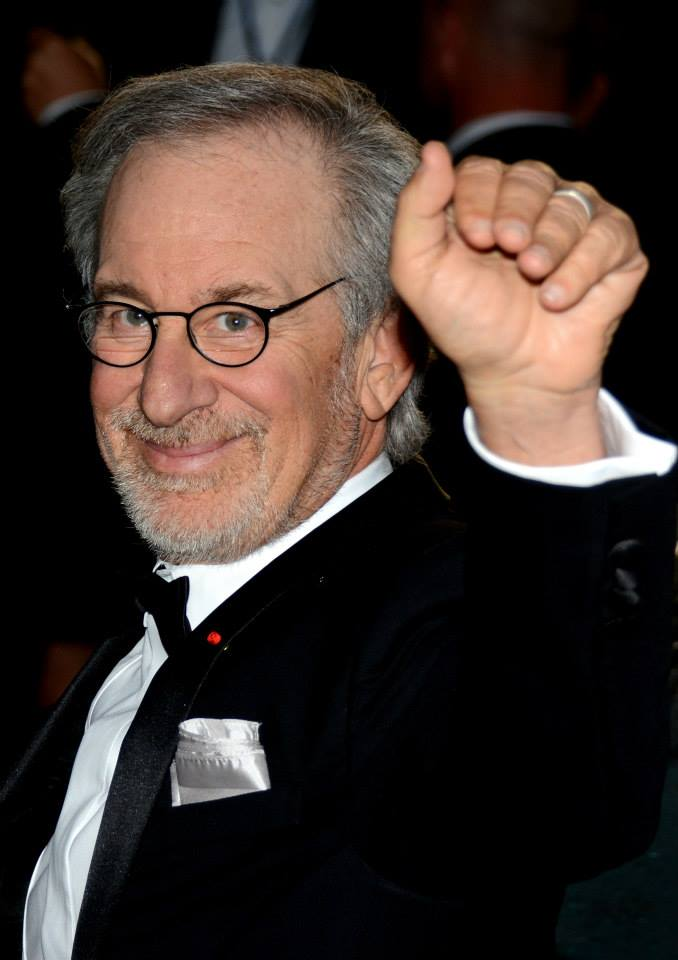
Spielberg en el Festival de Cannes de 2013, en el que fue presidente del jurado.

Spielberg, seguidor de Las aventuras de Tintín, que descubrió en 1981 cuando un artículo comparó Raiders of the Lost Ark con esa historieta, estrenó en 2011 Las aventuras de Tintín: el secreto del Unicornio, que ganó el Globo de Oro a la Mejor Película Animada. El creador del cómic, Hergé, que odiaba a las anteriores versiones cinematográficas en imagen real o en dibujos animados, se convirtió en un fan de Spielberg. Michael Farr, autor de Tintín: Complet Companion, recordó que Hergé "pensaba que Spielberg era la única persona que podría hacer justicia a Tintín". Spielberg y su socia productora, Kathleen Kennedy, tenían previsto reunirse con Hergé en 1983, pero el autor murió esa semana y su viuda decidió darles los derechos. Sin embargo, decidió filmar la película después de reunirse con Peter Jackson, con quien acordó que la animación sería la mejor manera de representar el mundo del personaje. Además, presentó otra película bélica, situada en la Primera Guerra Mundial, War Horse. En 2012, estrenó Lincoln, película sobre el prócer estadounidense.
En 2014, anunció que estaba trabajando en una serie sobre Halo junto con 343 Industries, y estaría disponible para los usuarios prémium de Xbox Live a través de una Xbox One.

### Proyectos

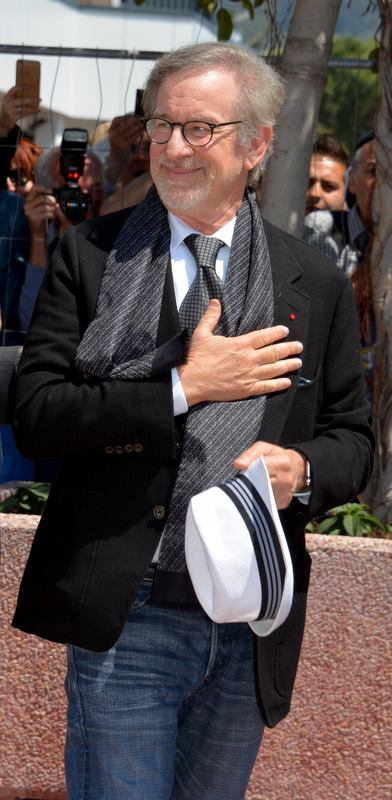
Spielberg en la promoción de la película The BFG en el Festival de Cannes 2016

En septiembre de 2008, reveló que había obtenido los derechos de una novela de John Wyndham, Chocky, ya que estaba interesado en dirigir su adaptación fílmica. En 2009, reportó que estaba tratando de obtener los derechos de la franquicia de videojuegos Halo para realizar una película. Pese a que no hay actualizaciones acerca del futuro del proyecto, Spielberg está trabajando en una serie basada en dicha franquicia. En mayo de 2009, adquirió los derechos para producir y dirigir una película biográfica sobre Martin Luther King, Jr.. No obstante, todavía no se ha aclarado si el proyecto ha sido aprobado totalmente.
En febrero de 2013, Gary K. Wolf confirmó que The Walt Disney Company estaba trabajando en una precuela de ¿Quién engañó a Roger Rabbit?. Se desconoce si Spielberg se encuentra trabajando en el proyecto, aunque desde el principio que se planeó la secuela, se encontraba trabajando en ella. El 5 de abril de 2014, Richard Donner anunció que una secuela de The Goonies estaba en producción. No obstante, se desconoce si Spielberg se verá envuelto en la producción, pese a que en el pasado expresó interés en producir la secuela.
Su siguiente película fue una adaptación cinematográfica de la novela Ready Player One, cuya fecha de estreno fue puesta originalmente para el 15 de diciembre de 2017, pero se cambió al 30 de marzo de 2018 para evitar competencia con Star Wars: Episodio VIII - Los últimos Jedi. Tras finalizar la producción, Spielberg dirigirá la adaptación de la novela de David Kertzer, The Kidnapping of Edgardo Mortara.
El 15 de marzo de 2016, The Walt Disney Company anunció que Spielberg iba a dirigir la quinta entrega de Indiana Jones, que contaría con Harrison Ford como Indy, Frank Marshall y Kathleen Kennedy como productores, y David Koepp como escritor (quien hizo el guion definitivo de Indiana Jones y el reino de la calavera de cristal).
Spielberg también ha sido contratado para dirigir Cortes, una adaptación de la vida del conquistador español Hernán Cortés y su relación con el rey azteca Moctezuma. El guion está basado en uno que escribió en 1965 Dalton Trumbo. El proyecto contará con la participación del actor español Javier Bardem como Cortés. También ha sido contratado para dirigir una adaptación de la novela biográfica de la periodista Lynsey Addario, It's What I Do. Jennifer Lawrence ha sido elegida para el papel principal.
Además, Spielberg tiene planeado gastar 200 millones de dólares para producir la adaptación fílmica de la novela de Daniel H. Wilson, Robopocalypse, que será dirigida por Drew Goddard. Al igual que Lincoln, la película será realizada por The Walt Disney Company y por Fox. Originalmente se iba a estrenar el 25 de abril de 2014, con Anne Hathaway y Liam Hemsworth como protagonistas, pero en enero de 2013, Spielberg cambió la fecha de estreno.
También ha declarado en estar interesado en dirigir adaptaciones de A Steady Rain, Pirate Latitudes, The 39 Clues; y también comentó en dirigir un remake de When Worlds Collide. También dirigió un remake de West Side Story. Secuelas de Paul y de Real Steel han sido propuestas por Simon Pegg y DreamWorks respectivamente, pero se desconoce si Spielberg se verá envuelto en la producción.
Produjo la secuela de Jurassic World, que se estrenó en 2015.

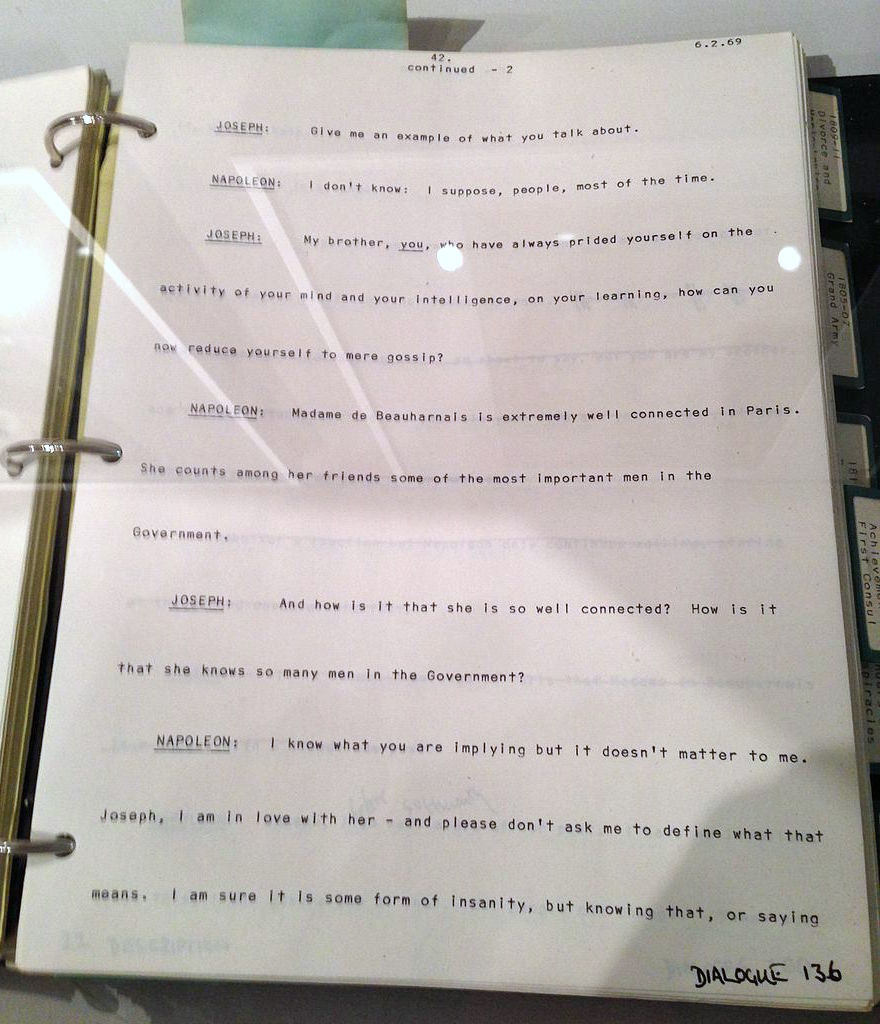
El guion del proyecto nunca realizado de Kubrick, Napoleón.

De la misma manera que con A.I. Inteligencia artificial, Spielberg cuenta con el apoyo de Jan Harlan y el resto de la familia Kubrick para crear una miniserie, producida por HBO, sobre el cancelado proyecto biográfico de Napoleón.

## Carrera como productor

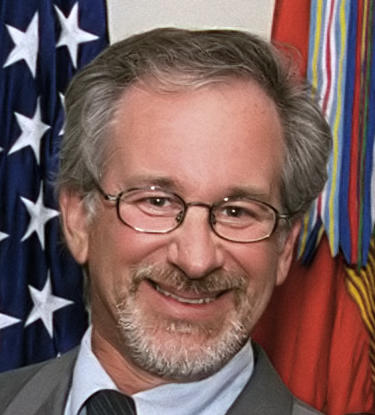
Spielberg en 1999

Spielberg ha producido Poltergeist, Transformers, Los Picapiedra, Casper, Men in Black, Impacto profundo, Jurassic Park, Back to the Future  y La máscara del Zorro entre otras. También, durante la década de 1990, produjo dibujos animados como Las aventuras de los Tiny Toons, Fenomenoide, Pinky y Cerebro y Animaniacs
Además de su propia productora (Amblin Entertainment), fundó DreamWorks SKG con Jeffrey Katzenberg y David Geffen en 1994. Este estudio es responsable de películas como American Beauty, Gladiator, Náufrago, Memorias de una Geisha y las de animación por ordenador Shrek, Kung Fu Panda, Madagascar, entre otras.
También creó la saga de videojuegos Medal of Honor y Boom Blox.

### Poltergeist
Spielberg tenía dos proyectos planeados: E.T., el extraterrestre (1982) y Poltergeist. Como no podía dirigir dos películas a la vez, ya que la normativa del Director's Guild of America lo prohíbe, se decantó por la primera, y dejó la segunda a cargo de Tobe Hooper, responsable de La matanza de Texas (The Texas Chainsaw Massacre, 1974) pese a que el guion de ésta lo había escrito Spielberg, junto con Michael Grais y Mark Victor, a partir de un argumento propio, todo ello basado en sus temores infantiles. Aunque Spielberg siempre lo ha negado categóricamente, fue él quien se encargó de rodar la película entera, pese a que su intención previa fuese la de dejársela a su colega. A Spielberg no le gustaba cómo rodaba Hopper algunas escenas y entonces comenzó aconsejándole como dirigir. Todos los que estuvieron presentes durante el rodaje coinciden en señalar que Hopper siempre estaba en la filmación, pero que Spielberg era como su sombra; algunos, como el actor principal Craig T. Nelson, dicen que Hopper dirigió todas las escenas y otros, como Jerry Goldsmith, autor de la banda sonora, dicen que Spielberg pasaba olímpicamente de su colega. «A mí me gustaría creer que la dirigió Hopper, que me cae mejor que Spielberg, pero en el fondo soy de la otra opinión, como casi todo el resto de los mortales».

### Transformers
Spielberg, como otros productores, tenía la idea de llevar a los Transformers al cine, como el antiguo ejecutivo de estudio Lorenzo di Bonaventura, así como el jefe de operaciones de Hasbro, Brian Goldner. Para cumplir con esa meta y al mismo tiempo dejar satisfechos a los aficionados de estos robots, Spielberg y su equipo decidieron buscar un director con la suficiente habilidad y experiencia para asumir el desafío de combinar una historia fantástica, efectos especiales y mucha acción.
«Pensé en Michael Bay porque lo considero perfecto para Transformers. Tiene el toque necesario y una visión muy clara de cómo podría ser esta película», dijo Spielberg, «Así que le dimos toda la libertad para infundir vida a los humanos, a los Autobots y a los Decepticons, aunque les tengo que decir algo: en un principio, rechazó el proyecto, pero cuando se enteró de cuan interesado estaba yo en esto, fue cuando accedió». «He sido uno de los mayores admiradores de los Transformers desde su creación, creo que soy el fan número uno», dijo el productor ejecutivo. «No hablo de comprar los juguetes para mis hijos; hablo de leer las revistas de tiras cómicas y comprar los juguetes para mí», dice Spielberg.
La trama de la película se centra en el ascenso de los Decepticons, que están a punto de obtener el poder máximo, pero cuyo último eslabón cae en manos de un humano, Sam Witwicky, interpretado por Shia LaBeouf.

### Finding Óscar
En abril de 2017, se estrenó el documental Findig Óscar producido por Spielberg junto a Frank Marshall, que narra la historia del guatemalteco Óscar Alfredo Ramírez, uno de los sobrevivientes de la masacre en la aldea Las Dos Erres, ocurrida en 1982 y quien debe enfrentar esta realidad, que hasta hace unos años, era totalmente desconocida para él. Durante la etapa de filmación fueron asistidos por la periodista de origen salvadoreño Ana Arana, corresponsal en América Latina por más de treinta años.

## Colaboraciones

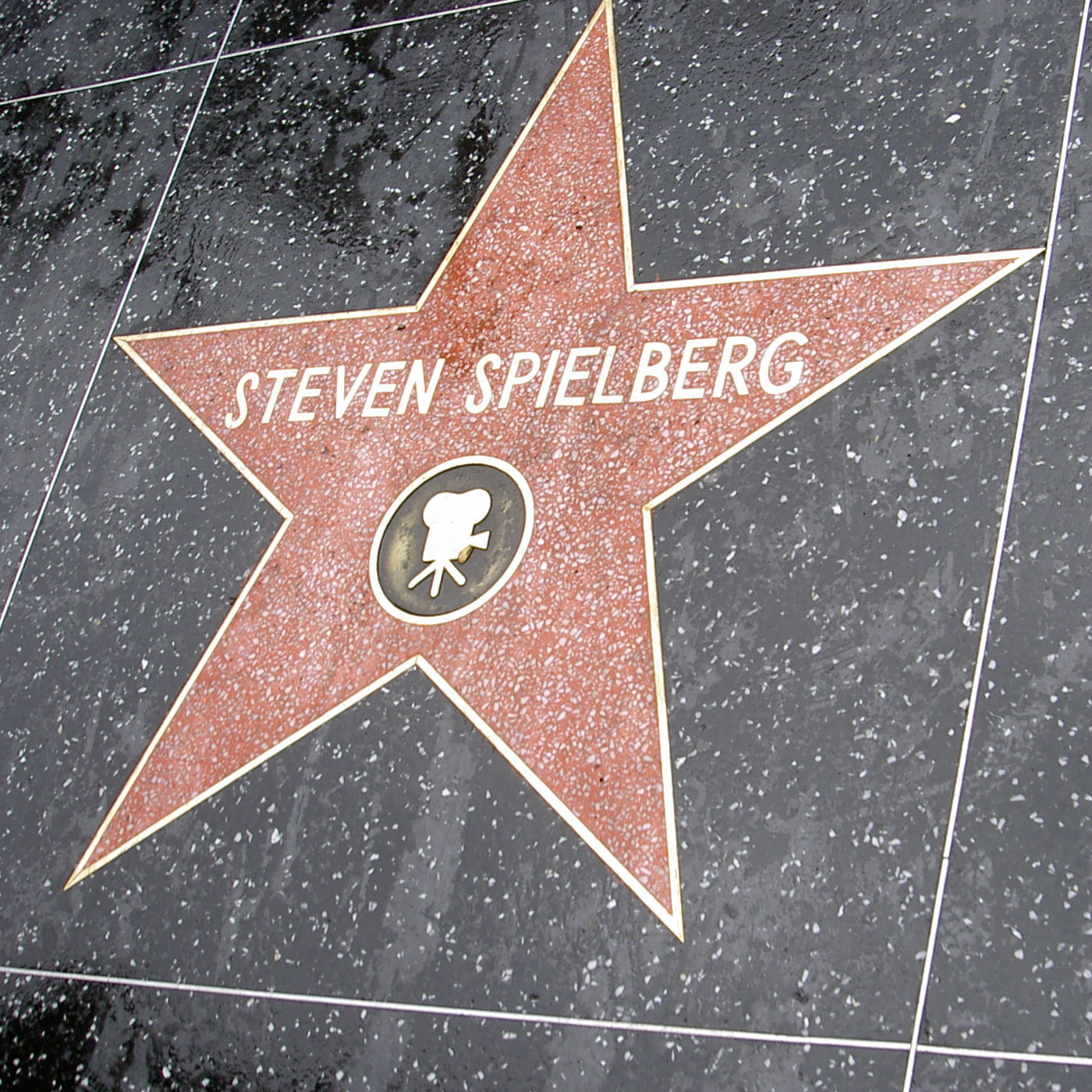
Estrella de Spielberg en el Paseo de la Fama de Hollywood

Spielberg suele trabajar con actores y miembros de producción de películas anteriores. Contó con Richard Dreyfuss en Tiburón, Close Encounters of the Third Kind y Always. También ha colaborado con Harrison Ford, que interpretó al director del colegio de E.T., el extraterrestre (aunque la escena fue cortada) y lo dirigió en Raiders of the Lost Ark. Frank Welker ha prestado su voz en Gremlins y su secuela, Gremlins 2: The New Batch, así como en The Land Before Time, ¿Quién engañó a Roger Rabbit? y programas de televisión como Tiny Toons, Animaniacs, SeaQuest DSV. Tom Hanks participó en Saving Private Ryan, Atrápame si puedes, La terminal, Bridge of Spies y The Post. Tom Cruise participó en Minority Report y La guerra de los mundos y Shia LaBeouf trabajó en Transformers, Eagle Eye, Indiana Jones y el reino de la calavera de cristal, Transformers: la venganza de los caídos y Transformers: el lado oscuro de la luna. Kathleen Kennedy se ha desempeñado como productora en todas sus películas desde E.T., el extraterrestre. Allen Daviau, un amigo de la infancia filmó Amblin' y la mayoría de sus películas hasta El imperio del sol; Janusz Kaminski ha trabajado en todas las películas desde La lista de Schindler y Michael Kahn ha editado cada película (excepto E.T., el extraterrestre). Otro colaborador recurrente es John Williams, quien compuso la música desde The Sugarland Express (con excepción de El color púrpura y Twilight Zone: The Movie). 
Spielberg es junto a George Lucas, Francis Ford Coppola, Martin Scorsese, John Milius y Brian De Palma, conocido  como los «Movie Brats». Además de su función principal como director, ha producido un considerable número de películas, entre ellas, los primeros éxitos de Joe Dante y Robert Zemeckis.

## Cameos
Spielberg ha hecho cameos en The Blues Brothers, Gremlins, Vanilla Sky, Back to the Future y Austin Powers in Goldmember, así como pequeños cameos sin acreditar en otras películas. También hizo numerosos cameos en dibujos animados de Warner Bros., como Animaniacs, e incluso hizo referencia a algunas de sus películas. Spielberg participó en el episodio de Tiny Toon Adventures "Buster y Babs Ir hawaiano". Y en el videojuego Ratchet & Clank 3 este último rodaba películas de espías en las que el director tenía una semejanza a Spielberg.
También participó en el videoclip de su amigo Michael Jackson, «Liberian Girl».

## Vida privada
Spielberg estuvo casado de 1985 a 1989 con la actriz estadounidense Amy Irving. En 1991 volvió a casarse, esta vez con la actriz Kate Capshaw, a quien conoció durante las audiciones para Indiana Jones and the Temple of Doom.
No es solamente reconocido por su trabajo como director, sino también por sus acciones filantrópicas para organizaciones de la Segunda Guerra Mundial y la Righteous Persons Foundation, que destina dinero a varios proyectos judíos, especialmente organizaciones en memoria del Holocausto. También forma parte de la Junta de Consejeros de la Escuela de Cine-Televisión de la California State University.[cita requerida]
Su hija, Destry Allyn, es también actriz y directora de cine, y sus hijos Theo y Sasha son músicos.

## Filmografía

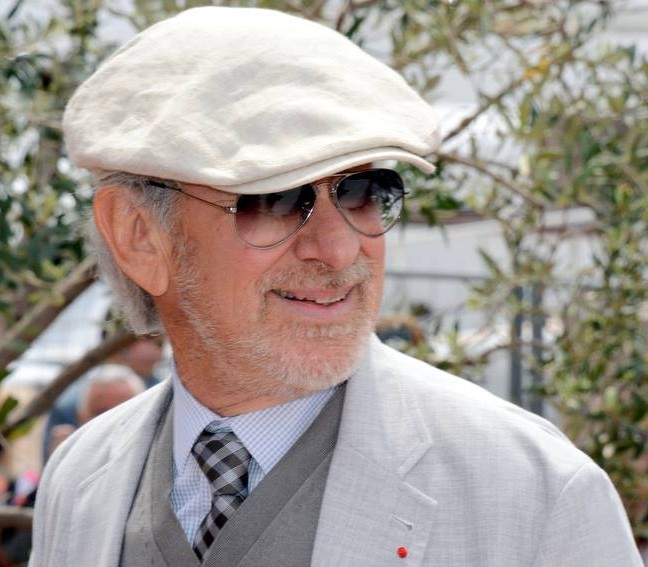
Steven Spielberg en el Festival de Cannes de 2013

## Premios y nominaciones

### Óscar
| Año  | Categoría                            | Película                             | Resultado |
| ---- | ------------------------------------ | ------------------------------------ | --------- |
| 1976 | Mejor película                       | Jaws                                 | Nominado  |
| 1978 | Mejor director                       | Close Encounters of the Third Kind   | Nominado  |
| 1982 | Mejor director                       | Raiders of the Lost Ark              | Nominado  |
| 1983 | Mejor película                       | E.T., el extraterrestre              | Nominado  |
| 1983 | Mejor director                       | E.T., el extraterrestre              | Nominado  |
| 1986 | Mejor película                       | El color púrpura                     | Nominado  |
| 1987 | Premio en Memoria de Irving Thalberg | Premio en Memoria de Irving Thalberg | Ganador   |
| 1994 | Mejor película                       | La lista de Schindler                | Ganador   |
| 1994 | Mejor director                       | La lista de Schindler                | Ganador   |
| 1999 | Mejor película                       | Saving Private Ryan                  | Nominado  |
| 1999 | Mejor director                       | Saving Private Ryan                  | Ganador   |
| 2006 | Mejor película                       | Múnich                               | Nominado  |
| 2006 | Mejor director                       | Múnich                               | Nominado  |
| 2007 | Mejor película                       | Cartas desde Iwo Jima                | Nominado  |
| 2012 | Mejor película                       | War Horse                            | Nominado  |
| 2013 | Mejor película                       | Lincoln                              | Nominado  |
| 2013 | Mejor director                       | Lincoln                              | Nominado  |
| 2016 | Mejor película                       | Bridge of Spies                      | Nominado  |
| 2018 | Mejor película                       | The Post                             | Nominado  |

### BAFTA
| Año  | Categoría              | Película                                          | Resultado |
| 1976 | Mejor director         | Tiburón                                           | Nominado  |
| 1979 | Mejor director         | Close Encounters of the Third Kind                | Nominado  |
| 1979 | Mejor guion original   | Close Encounters of the Third Kind                | Nominado  |
| 1983 | Mejor película         | E.T., el extraterrestre                           | Nominado  |
| 1983 | Mejor director         | E.T., el extraterrestre                           | Nominado  |
| 1986 | BAFTA honorífico       | BAFTA honorífico                                  | Ganador   |
| 1994 | Mejor película         | La lista de Schindler                             | Ganador   |
| 1994 | Mejor director         | La lista de Schindler                             | Ganador   |
| 1999 | Mejor película         | Saving Private Ryan                               | Nominado  |
| 1999 | Mejor director         | Saving Private Ryan                               | Nominado  |
| 2012 | Mejor película animada | Las aventuras de Tintín: el secreto del Unicornio | Nominado  |
| 2013 | Mejor película         | Lincoln                                           | Nominado  |
| 2016 | Mejor película         | Bridge of Spies                                   | Nominado  |
| 2016 | Mejor director         | Bridge of Spies                                   | Nominado  |

### Globo de Oro
| Año  | Categoría               | Película                                          | Resultado |
| ---- | ----------------------- | ------------------------------------------------- | --------- |
| 1976 | Mejor director          | Tiburón                                           | Nominado  |
| 1978 | Mejor director          | Close Encounters of the Third Kind                | Nominado  |
| 1978 | Mejor guion             | Close Encounters of the Third Kind                | Nominado  |
| 1982 | Mejor director          | Raiders of the Lost Ark                           | Nominado  |
| 1983 | Mejor película - Drama  | E.T., el extraterrestre                           | Ganador   |
| 1983 | Mejor director          | E.T., el extraterrestre                           | Nominado  |
| 1986 | Mejor película - Drama  | El color púrpura                                  | Nominado  |
| 1986 | Mejor director          | El color púrpura                                  | Nominado  |
| 1994 | Mejor película - Drama  | La lista de Schindler                             | Ganador   |
| 1994 | Mejor director          | La lista de Schindler                             | Ganador   |
| 1998 | Mejor director          | Amistad                                           | Nominado  |
| 1999 | Mejor película - Drama  | Saving Private Ryan                               | Ganador   |
| 1999 | Mejor director          | Saving Private Ryan                               | Ganador   |
| 2002 | Mejor director          | A.I. Inteligencia artificial                      | Nominado  |
| 2006 | Mejor director          | Múnich                                            | Nominado  |
| 2009 | Premio Cecil B. DeMille | Premio Cecil B. DeMille                           | Ganador   |
| 2012 | Mejor película-Drama    | War Horse                                         | Nominado  |
| 2012 | Mejor película animada  | Las aventuras de Tintín: el secreto del Unicornio | Ganador   |
| 2013 | Mejor película-Drama    | Lincoln                                           | Nominado  |
| 2013 | Mejor director          | Lincoln                                           | Nominado  |
| 2017 | Mejor película - Drama  | The Post                                          | Nominado  |
| 2017 | Mejor director          | The Post                                          | Nominado  |

### Festival Internacional de Cine de Venecia
| Año  | Categoría                    | Película                     | Resultado |
| ---- | ---------------------------- | ---------------------------- | --------- |
| 1993 | León de Oro a la trayectoria | León de Oro a la trayectoria | Ganador   |

### Festival Internacional de Cine de San Sebastián
| Año  | Categoría              | Película                | Resultado |
| ---- | ---------------------- | ----------------------- | --------- |
| 1982 | Premio de la Cruz Roja | E.T., el extraterrestre | Ganador   |

### Otros reconocimientos
Spielberg también recibió el Distinguished Public Service Award de la Marina de Estados Unidos por Saving Private Ryan, el John Huston Award for Artists Rights y el Premio a los Logros de una Vida del American Film Institute. Además, tiene una escultura de cera en el Museo Madame Tussauds y en el Museo de cera de la Ciudad de México.